# Cerrostrangalia
Cerrostrangalia is een kevergeslacht uit de familie van de boktorren (Cerambycidae). De wetenschappelijke naam van het geslacht werd voor het eerst geldig gepubliceerd in 2005 door Hovore & Chemsak.

## Soorten
Cerrostrangalia omvat de volgende soorten:
- Cerrostrangalia herrerai Hovore & Chemsak, 2005
- Cerrostrangalia solisi Hovore & Chemsak, 2005